# The Animals on Tour
The Animals on Tour drugi je album koji izlazi za američko tržište od britanskog rock sastava The Animals, a izlazi u ožujku 1965.g. Materijal na albumu trebao je sadržavati uživo skladbe, što nije slučaj ali ipak se na njemu nalazi američki glazbeni stil od britanskog pop sastava koji slijedi svoj prethodni rad tipičan za Sjedinjene Američke Države.

## Popis pjesama

### Strana prva
1. "Boom Boom" (John Lee Hooker) – 2:57
2. "How You've Changed" (Chuck Berry) – 3:10
3. "Mess Around" (Ahmet Ertegün) – 2:18
4. "Bright Lights, Big City" (Jimmy Reed) – 2:52
5. "I Believe to My Soul" (Ray Charles) – 3:23
6. "Worried Life Blues" (Maceo Merriweather) – 4:09

### Strana druga
1. "Let the Good Times Roll" (Leonard Lee) – 1:52
2. "Ain't Got You" (uncredited on original album) – 2:27
3. "Hallelujah, I Love Her So" (Ray Charles) – 2:43
4. "I'm Crying" (Alan Price, Eric Burdon) – 2:30
5. "Dimples" (John Lee Hooker, James Bracken) – 3:15
6. "She Said Yeah" (R. Jackson, Sonny Christy) – 2:19

## Izvođači
- Eric Burdon – vokal
- Alan Price – klavijature
- Hilton Valentine – gitara
- Chas Chandler – bas-gitara
- John Steel – bubnjevi